# Dysdera rullii
Dysdera rullii este o specie de păianjeni din genul Dysdera, familia Dysderidae, descrisă de Carlo Pesarini în anul 2001.
Este endemică în Italia. Conform Catalogue of Life specia Dysdera rullii nu are subspecii cunoscute.